# ندا، سوهاج

## تاريخ القرية
هي من القرى القديمة فصلت في العهد العثماني كما وردت في الروزنامة القديمة، 
ووردت في سنة 1231هـ ندا
```
ومن سنة 1259هـ باسم ندا
وفي سنة 1892م باسم ندا
```